# Himmerlandshistorier
Himmerlandshistorier er en række noveller, fortællinger og essays af den danske forfatter Johannes V. Jensen. De er alle relaterede til hans hjemstavn i det vestlige Himmerland. Novellerne skildrer livet der og egnens personer i sidste halvdel af 1800-tallet, så som "Tordenkalven" og Jensens egen farfar Jens Jensen Væver, men også mødet med det fremmede i Wombwells Menageri, der i sommeren 1888 havde rejst rundt i Jylland.
For de fleste af historierne gælder at stednavnene i Himmerland er opfundne. Således er et gennemgående navn "Graabølle".
Selv om Johannes V. Jensen havde fået udgivet to bogromaner og adskillige føljetonromaner før Himmerlandshistorierne, regnede han med, at hans forfatterskab begyndte med Himmerlandshistorierne.
I en brochure fra 1929 karakteriserede han fortællingerne selv med:
| „ | Disse Historier er bygget paa Forfatterens Barndomserindringer, hans Forhold til Bønder og Slægt, nedlagt i Episoder og Skildringer. Med Tiden har Fortællingerne faaet kulturhistorisk Perspektiv, de er fra en Egn, hvor gammel Skik holdt sig længe, men hører nu ganske en Fortid til. | “ |

Johannes Møllehave karakteriserede temaerne i Himmerlandshistorier med 'død, hævn, sorg, skam, voldtægt, mordbrand, sær-hed, selvtægt'.
Okkulte fænomener optræder også i flere fortællinger, for eksempel en mors syner i "Bitte-Selgen" og spøgeriet i "Udflyttergaarden".
Genremæssigt kan fortællingerne nok kategoriseres under Det Folkelige Gennembrud. Dog er der stillet spørgsmål om der er tale om klassisk hjemstavnsdigtning. Iben Holk foreslog i stedet mytisme — en genrebetegnelse han har opfundet eksklusivt til Johannes V. Jensen.

## Noveller og fortællinger

### "Oktobernat"
"Oktobernat" må være den allerførste himmerlandshistorie. Den er første gang offentliggjort i Illustreret Tidende den 4. april 1897 og blev optrykt i Himmerlandsfolk 1898, hvor den var den første historie i bogen. Den forekommer i alle gængse samleudgaver af Himmerlandshistorier.
Handlingen udspiller sig ved en kro og på en landevej mod Aalborg. Tre landsknægte er på vej til Aalborg og gør holdt ved kroen, hvor kromandens datter, Lisbeth, ligger syg.
Sen aften fortsætter de tre landsknægte deres rejse mod Aalborg. De kommer op at skændes og kæmper med sværd. Den yngste, kaldet Jørgen, bliver dødeligt såret. Han dør i ensomhed, mens de to andre landsknægte går videre.
Udover navnet på måneden i titlen er der ingen udtrykkelig tidsangivelse for historiens periode, men den er anset til at foregå under Grevens Fejde, og bliver dermed en af de himmerlandshistorier der er sat længst tilbage i tiden.
"Oktobernat" har visse paralleller til Johannes V. Jensens roman Kongens Fald.

### "En beboer af Jorden"
"En beboer af Jorden" beskriver en eneboer fra Vesthimmerland ved navn Vogn, der bor i en jordhule på et stykke mager sandjord han har købt.
Teksten begynder med en kort topografisk beskrivelse af Vesthimmerland, og beretter så om Vogns virke over 30 til 40 år til sin død.
Denne himmerlandshistorie blev første gang udgivet i Himmerlandsfolk i 1898.
Georg Brandes finder at motivet, 'en ganske med Naturen sammensmeltet Omstrejfer', i den senere Himmerlandshistorie "Lindby-Skytte" var gentaget fra "En beboer af Jorden".

### "Jomfruen"
"Jomfruen" fortæller om en kusine og en fætter, Birthe og Mathias Dam, der er udset til at blive gift. Deres familier ejer hver sin del af den delte herregård Strandholm, og det planlagte ægteskab vil forene herregården igen.
Det går dog ikke, i første omgang fordi Birthe ikke vil have Mathias.
"Jomfruen" følger de tos deroute, til de dør.
Georg Brandes omtalte historien kort: 'Ogsaa i denne Samling [dvs. Nye Himmerlandshistorier] er der en enkelt Fortidshistorie, "Jomfruen"; den er god og virker ikke som usandsynlig, endda den skildrer sære Ting.'
Historien blev første gang udgivet i Flinchs Almanak for 1904 i 1903 under titlen "Hjemkomsten. En historie". Året efter blev historien indlemmet i Nye Himmerlandshistorier.
"Jomfruen" blev udgivet på tysk i 1914 i novellesamlingen Dolores und andere Novellen.

### "Julefred"
"Julefred" optræder første gang Nye Himmerlandshistorier fra 1904, men er baseret på historien "Nifingeren", der første gang blev offentliggjort i Skive Folkeblads julenummer i 1900.
"Nifingeren" er senere trykt i bogen Hos Fuglene og i tillægsafsnittet i Danske Klassikere-udgaven fra 2018.
Historien er forbundet til et virkeligt drab begået den 24. oktober 1830 på Alstrup Hede i Thisted sogn (Kongens Tisted Sogn).
Her slog smeden Søren Kristian Pedersen rakkeren Kristen Hansen ihjel.

### "Ane og Koen"
"Ane og Koen" er en kort anekdotisk humoristisk fortælling.
I fortællingen hører man om den gamle kone, Ane, der har taget sin enlige ko med til markedet i Hvalpsund.
En række mænd er interesseret i at købe koen, men Ane vil ikke sælge den.
Med irritation udspørger en mand hvorfor hun ikke vil sælge koen og Ane forklarer at hendes enlige ko ville have godt af selskab fra de andre køer på markedet.
Fortællingen er set som en historie om "landboens kærlighed til sine dyr" og dermed i parallel til Steen Steensen Blichers fortælling "Messingjens" fra E Bindstouw.
Johannes Riis mener at "Ane og Koen" viser 'den underspillede omsorg og forståelse for husdyr og deres behov og det irrationelle og den gode vilje'.
Stednavnet Hvalpsund er ikke-fiktivt og henviser til den lille by på Louns-halvøen med færgeleje med færge til Salling og som ligger omtrent 13 kilometer fra forfatterens barnsdomsby. Hvalpsund er også benyttet som handlingssted i Jensens roman Kongens Fald udgivet få år tidligere.
Fortællingen kan knyttes til en virkelig hændelse som sted- og tidsfæstes til Hvalpsund den 21. maj 1867,
men præcist hvordan hændelsen skal fortolkes er der divergerende kilder på.
En af kilderne er en selvbiografi af en sjællænder med navnet Vilhelm Bruhn.
Han var født i Næstved i 1847 og havde været landvæsenselev rundt omkring på Sjælland, før han som ung kom til herregården Hessel på Lounshalvøen.
I Bruhns skildring hedder det:
| „ | Saa kørte Vognen, og jeg gik ogsaa med mit Indkøb, en dejlig Pibe med blaat Porcelænshoved med det yndigste Maleri paa hjem ad den sandede Vej. Her naaede jeg en gammel Kone, der trak med en velholdt gammel Ko; en lille Bylt i et broget Klæde hang paa det ene Horn, Tøjret havde hun paa den anden Arm, mens hun flittigt strikkede paa en Strømpe. | “ |

Efter almindelig hilsner og forklaring omkring koen på markedet spurgte Bruhn undrende, hvorfor konen havde trukket koen til markedet, når hun ikke ville sælge den, og konen svarede ifølge selvbiografien:
| „ | A ha'de et bitte Ærinde hertil, a bor ellers oppe i Foulum Hie, de' er saa møi et ensomt Sted, og Busse kan jo ett' vær ene en hiel Daw, og hun sier saa møi lidt til andre Høveder, saa tøkkes a, det ku' vær rosomt for hende og følge med. Sælles ska' hun ett', vi tou har drawen saa mannen en Plovfure sammen, mens vor Faar løved. | “ |

To andre kilder drejer historien i en anden retning.
I begge de tilfælde er der tale om husmandsenken Maren, der narrer en naiv københavner til at tro, at hun har trukket koen til Hvalpsund på grund af dens ensomhed.
Den ene kilde stammer fra Mads Lassen Stephansen, der var kusk for Johannes V. Jensens far.
I Lassen Stephansens version er Maren gået til markedet med koen, men er ikke i stand til at sælge den for en ordentlig pris.
Da hun på hjemvejen møder en københavner, bilder hun ham en historie ind.
Den anden kilde er bibliotekar V. Just Sørensen.
I dennes historie er Maren blot ude at græsse med koen og nået ned til Hvalpsund, hvor hun møder københavneren.
I disse to historier er det ikke den gamle kone, der er den enfoldige, men en "københavnersnude" der ikke forstår den underspillede jyske humor.
Johannes V. Jensen benytter sig af Bruhns version.
Forfatteren Vagn Predbjørn Jensen forestiller sig, at Johannes V. Jensen kan have hørt anekdoten gennem sin far, efter at han havde været på besøg på Hessel, eller at Johannes V. Jensen har hørt historien, da han forberedte sig til latinskole hos præsten i Louns.
Predbjørn Jensen finder det besynderligt, at Johannes V. Jensen benyttede Bruhns version, da han som "indfødt himmerlænding" kendte den jyske humor. Predbjørn Jensen mener, at det kunne have givet fortællingen en "dimension mere", hvis Johannes V. Jensen havde valgt den gamle kones version.
Da novellen udkom i 1904, var der opstået en kløft mellem Johannes V. Jensen, der da var blevet københavner, og hans familie hjemme i Farsø.
Predbjørn Jensen stiller det op som en mulig forklaring på, hvorfor Johannes V. Jensen vælger "københavnerversionen" af anekdoten, fremfor de indfødtes version.
Fra 1985 stammer Saul Shapiros kortfilm Ane og koen bygget over fortællingen.
"Ane og Koen" er indlæst af Adam Poulsen og udgivet i 2004 sammen med seks andre Himmerlandshistorier på dobbelt-cd'en 7 Himmerlandshistorier.

### Andre
- "Ravna"[13]
- "Tre og tredive Aar"[14]
- "Cecil"[15]
- "Søndagsmorgen" [15]
- "Lindby-Skytten"[16]
- "Elses Bryllup"[15]
- "I Mørket"[17]
- "Stille Vækst"[15]
- "Udflyttergaarden"[15]
- "Thomas i Spanggaarden"[18]
- "Den stille Mogens"[19]
- "En Beboer af Jorden"[15]
- "Mortens Juleaften"[20]
- "Wombwell"[21]
- "Herremandens Træsko"[22]
- "Syvsoverne"[23]
- "Guldgraveren"[23]
- "Andreas Olufsen"[23]
- "Tordenkalven"[23]
- "Jens"[23]
- "Kirsten sidste Rejse" [24]
- "Prangeren"[25]
- "Bitte-Selgen" [26]
- "Bo'l"[27]
- "Hverrestens-Ajes" [28]
- "Hr. Jesper"[29]
- "Vandmøllen"[30]
- "Bakmandens Hund"[31]
- "Spilmanden"[32]
- "Pigen fra Hvorhvarp"[33]
- "Jørgine"[34]
- "Jens Jensen Væver"[35]
- "Ved Livets Bred"[36]
- "Vejviseren"[37]
- '"Kirken i Farsø"[38]

## Analyse

### Steder
Som titlen antyder, foregår Himmerlandshistorierne i Himmerland, i området syd og øst for Limfjorden, nord for Mariager og Hjarbæk Fjord.
Området for fortællingerne kan dog indkredses yderligere til det vestlige Himmerland, svarende til Vesthimmerlands Kommune og særligt den sydlige del af Vesthimmerland. Udgangspunktet er forfatterens føde- og barndomsby Farsø.
En del af Himmerlandshistorierne foregår i den fiktive by Graabølle.
"I Mørket" foregår i Graabølle, men knytter sig til en virkelig hændelse fra Torup i Simested Sogn.
Andre fiktive byer forekommer også, for eksempel foregår "Søndagmorgen" 'Udenfor Dyrlægens i Kjeldby', igen en fiktiv landsby.
Strandholms Mark, Linderup Hede og Bjørnsholm forekommer i "En Beboer af Jorden".
"Jomfruen" er centreret om en herregård kaldet Strandholm, der er placeret 'Vesterude i Himmerland, et Sted paa den lange Kyststrækning lige overfor Salling.'
"Ravna" beskriver 'en Vig af Limfjorden ved Foden af den Halvø, der som et følehorn skyder sig fra Himmerland'.
Her må der være tale om Louns Bredning og Lounshalvøen.
Markedet i Hvalpsund, der findes på Lounshalvøens nordvestlige side er central for historierne "Ane og Koen" og "Prangeren".
For "Oktobernat" beskrives stederne som 'en Kro oppe ved Aalborgvejen i Himmerland' og senere 'en mils vej fra kroen'.
Visse Himmerlandshistorier kan knyttes til steder ud fra virkelighedens personer, de er udsprunget fra.
I tilfældet med "Hverrestens-Ajes" er titelpersonen inspireret af en mand ved navn Klaus-Peter fra Svingelbjerg Hede. Svingelbjerg er en landsby omtrent tre kilometer syd for Farsø.

### Tider
Himmerlandshistorierne finder for de flestes vedkommende sted i 1800-tallet,
særligt perioden 1830–90.
"Ravna" er usædvanlig ved at foregå i 'den Tid, da Danmark var delt mellem en Mængde smaa Drotter, Næssekonger, som laa paa Vikingetog imod hinanden...', dvs. i vikingetiden.
"Oktobernat" er også særlig, da den foregår 'for mange Aar siden' i tiden med landsknægte i det 15. og 16. århundrede; det er ikke direkte nævnt, men er nok under Grevens Fejde.
"Jomfruen" finder sted 'For et Par Aarhundreder siden'.
Flere historier kan kobles til virkelige hændelser, fra før Johannes V. Jensen blev født:
"I Mørket" er et drab begået den 17. februar 1839, og "Ane og Koen" den 21. maj 1867.
For "Julefred" gælder det, at Johannes V. Jensen har flyttet historien til juletiden, mens den virkelige hændelse, som fortællingen tager sin inspiration fra, foregik den 24. oktober 1830.
Gården i "Udflyttergaarden" er beslægtet med virkelighedens Bakkegården, der ligesom i fortællingen blev flyttet. Det var i 1850.
Himmerlandshistorien "Wombwell" knytter sig til det virkelige Wombwell manageri der gæstede Jylland i 1888.
Ifølge en plakat var manageriet i Gedsted den 7. og 8. juli 1888, da Johannes V. Jensen var femten år.
Nogle historier tager udgangspunkt i virkelige personer fra Johannes V. Jensens tid. "En beboer af Jorden" har sin parallel i virkelighedens Vogn Christiansen, som døde den 28. april 1889. "Tordenkalven", hvis døbenavn var Christen Christian Larsen, levede indtil 1891. Maren Jensen, født Mortensdatter, stod model til Kirsten Smed i fortællingen "Tre og tredive Aar", og Maren i "Syvsoverne" samt "Kirstens sidste Rejse". Hun var født i 1823 og døde i 1899.
Omend historierne kan tidsfæstes indirekte, er der for de fleste historiers vedkommende ikke tale om en direkte tidsfæstning.
Snarere foregår historierne i en generel gammel tid, før moderniseringen sætter ind.

## Udgivelser og afledte værker
Hovedparten af Himmerlandshistorierne blev udgivet flere gange mellem 1898 og 1910. Den første samling udkom i 1898 under titlen Himmerlandsfolk. Nogle af novellerne i denne samling var allerede trykt i tidsskriftet Illustreret Tidende. Den første, "Oktobernat", var trykt der den 4. april 1897. I 1904 kom anden samling med titlen Ny Himmerlandshistorier og i 1910 kom Himmerlandshistorie. Tredje Samling. Teksterne er samlet til en bog og samlingen er udvidet flere gange. Den 22. udgave er fra 2005.
I 2016 blev en tobinds kommenteret udgave af Himmerlandshistorier udgivet Aage Jørgensen og Per Dahl.
Det var i Det Danske Sprog- og Litteraturselskabs serie Danske Klassikere.
En række Himmerlandshistorier blev oversat til tysk og udgivet i 1908 under titlen Himmerlandsgeschichten. En ny samling kom i 1936 som Mr. Wombwell.
Ulrich Sonnenberg har oversat Himmerlandshistorier til tysk.
I 2017 udkom Himmerlandsvolk på Guggolz Verlag baseret på Himmerlandsfolk fra 1898 og i 2020 udkom fra samme forlag Himmerlandsgeschichten baseret på Nye himmerlandshistorier.
En fransk oversættelse blev udgivet i 1937.
Fortællingen "Cecil" blev omarbejdet til skuespillet Trods, der blev opført blandt danske indvandrere i Chicago. Parallelt til disse værker findes også digtet "Cecil".
Ejnar Nielsen skabte et billede med pen, blæk og lavering for "Kirstens sidste Rejse".
Det blev benyttet som illustration til historiens førsteudgivelse i Julealbum 1901.
Tegningen indgår i Statens Museum for Kunsts samling.
Jane Muus har udfærdiget træsnit til Himmerlandshistorierne.
Naja Marie Aidts digt "Sommermorgen" er konstrueret ud fra "Jomfruen".

## Vurderinger og påvirkninger
Da andet bind af Himmerlandshistorier udkom, skrev Georg Brandes i 1904:
| „ | Det er en Fornøjelse at læse Johannes V. Jensens Himmer-landshistorier, det nye Bind som det seks Aar ældre. Han skildrer her hvad han kender til Bunds, den Egn, hvor han er født, de Mennesker, mellem hvem han har hjemme. Han giver Barndomserindringer eller bygger paa Barndomserindringer; men han lader alt det Fremstilte fremtræde strengt sagligt uden at indblande sin egen Person eller sine egne Synsmaader, og det klæder ham som Fortæller. Disse Fortællinger er en moden Frugt af hans Talent. I dem stemmer Æmnet og Sprogtonen helt overens. [...] Bedst er han, naar han skriver uden alle Overvejelser om Himmerland og dets Folk. | “ |

I En himmerlandsk mundfuld argumenterer Johannes Møllehave for visse paralleller fra Himmerlandshistorierne tilbage til den islandske sagadigtning — en læsning som Aage Jørgensen kritiserede.
Knud Hjortø var stærkt påvirket af Johannes V. Jensens Himmerlandshistorier.
Hjortøs Hjemme fra egnen bærer præg af Himmerlandsfolk,
og om hans bondenoveller i "Indensogns og Udensogns" mente Otto Gelsted at de "stammer lige ned fra Johannes V. Jensens 'Himmerlandshistorier'".
En påvirkning fra Himmerlandshistorierne er også blevet nævnt for Jørgen Nielsen og hans novellesamling Lavt Land fra 1929.
En tysk anmelder drog paralleller til Gottfried Keller, Jeremias Gotthelf, Steen Steensen Blicher og Hjalmar Söderberg.
Johannes Riis anbefalede Himmerlandshistorier som sommerferielæsning og fandt dem 'farverige, umiddelbart spændende og underholdende og fortalt med imponerende sikkerhed og overblik.'
Til antologien Min yndlingshistorie havde forfatteren Inge Eriksen udvalgt Kirstens sidste Rejse.

### Sekundærlitteratur
- Poul Bager (2004), "Himmerlandshistorier. Om det tabte land på godt og ondt", Kraftlinjer : om Johannes V. Jensens forfatterskab: 135-154, Wikidata  Q101435093
- Anders Ehlers Dam (2020), "Fortællerens fødsel ud af snestormen: Om Johannes V. Jensens himmerlandshistorie »Kirstens sidste Rejse«", Danske Studier: 163-176, Wikidata  Q104783524
- Lars Handesten, Det tabte himmerland - Himmerlandshistorier, Dansk Litteraturs Historie.
- Martin A. Hansen (1956). "Himmerland og Historierne". Midsommerkrans.
- Stefan Iversen (1. december 2005), "Alt er undergivet Forvandling", Passage, 20 (54): 45-54, doi:10.7146/PAS.V20I54.1443, Wikidata  Q56005994
- Carsten Jensen (7. oktober 2017), "Johannes V. Jensen var forslugen og umættelig på syner, verdener, viden, indtryk og ord", Dagbladet Information, Wikidata  Q55950659
- Vagn Predbjørn Jensen (1996). Dyrlægens Johannes: Johannes V. Jensen og Himmerland. Farsø Bibliotek. ISBN 87-7742-030-6.
- Aage Jørgensen (2013), "Johannes V. Jensens Himmerlandshistorier. En teksthistorisk afklaring", NORDICA, 30: 233-242, Wikidata  Q55950599
- Aage Jørgensen (april 2015), "Omkring Johannes V. Jensens himmerlandshistorie "Wombwell"", European Journal of Scandinavian Studies, 45 (1): 16-34, doi:10.1515/EJSS-2015-0002, Wikidata  Q26211612 
  - Genoptrykt i Aage Jørgensen (2017), Den Store Jensen og andre præciseringer, Johannes V. Jensen-Centrets skriftserie, ISBN 978-87-93382-93-0, Wikidata  Q50751602  siderne 162–184.
- Aage Jørgensen (2017), "Husket og erindret - Johannes V. Jensens Himmerlandshistorier", Den Store Jensen og andre præciseringer: 131-161, Wikidata  Q76376005
- Sven Møller Kristensen, "Efterskrift" i 12 Himmerlandshistorier.
- Johannes Møllehave. En himmerlandsk mundfuld: Lystlæsning af Johannes V. Jensens "Himmerlandshistorier". Lindhardt og Ringhof.
- Erik Kaas Nielsen (1993), "Alt ender hos børnene...", Folk og kultur, årbog for dansk etnologi og folkemindevidenskab, 22 (1): 54-67, Wikidata  Q51844647
- Peter Q. Rannes (2006), "Verdensmand og verdenslitteratur", Bogens Verden (4): 43-48, Wikidata  Q105077101
- August F. Schmidt (1958). "Johannes V. Jensen. Kulturhistoriske bemærkninger til Himmerlandshistorierne". Edda: 176-201.
- A. A. Saltykov (2014). "«ХИММЕРЛАНДСКИЕ ИСТОРИИ» ЙОХАННЕСА В. ЙЕНСЕНА". Вестник Санкт-Петербургского университета. Язык и литература.
- Caroline Ballebye Sørensen (juni 2020), Mellem luft og jord, Zwischen Luft und Erde, Zürich: Universität Zürich, Wikidata  Q132732405